# Megachile rhodogastra
Megachile rhodogastra là một loài Hymenoptera trong họ Megachilidae. Loài này được Cockerell mô tả khoa học năm 1910.